# Le Port de Cassis
 (juin 2021).
Si vous disposez d'ouvrages ou d'articles de référence ou si vous connaissez des sites web de qualité traitant du thème abordé ici, merci de compléter l'article en donnant les références utiles à sa vérifiabilité et en les liant à la section « Notes et références ».
Le Port de Cassis est un tableau réalisé par le peintre français Charles Camoin en 1905. Cette huile sur toile est un paysage fauve représentant le port de Cassis, dans les Bouches-du-Rhône. Elle est conservée à la Fondation Bemberg, à Toulouse.